# Bandeirante
Bandeirante là một đô thị thuộc bang Santa Catarina, Brasil. Đô thị này có diện tích 146,255 km², dân số năm 2007 là 3028 người, mật độ 19 người/km².